# سرزمین اصلی استرالیا

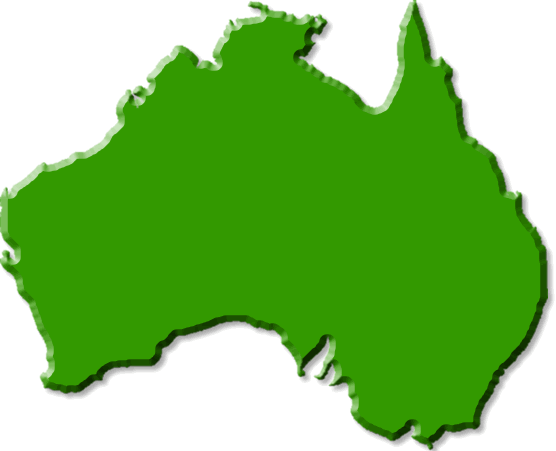
سرزمین اصلی استرالیا

سرزمین اصلی استرالیا (به انگلیسی: Mainland Australia) خشکسار اصلی قاره استرالیا، به جز تاسمانی و سایر جزایر استرالیا است. این خشکی همچنین سرزمین اصلی کشور قلمرو همسود استرالیا را شکل می‌دهد. عموماً این اصطلاح ایالت‌های نیو ساوت ولز، کوئینزلند، استرالیای جنوبی، ویکتوریا و استرالیای غربی و همچنین قلمروهای پایتخت، خلیج جرویس و شمالی را در بر می‌گیرد.
این خشکی دارای مساحتی برابر با ۷٬۵۹۵٬۳۴۲ کیلومتر مربع (۲٬۹۳۲٬۵۷۸ مایل مربع) است که حدود ۹۸٫۷٪ از مساحت کشور و ۱٫۵٪ از مساحت سطح زمین را تشکیل می‌دهد. جمعیت آن نیز حدود ۲۴٫۵ میلیون نفر، یعنی ۹۸٪ از کل جمعیت استرالیا است.